# Lisa Eder
Pour les articles homonymes, voir Eder.
Lisa Eder est une sauteuse à ski autrichienne, née le 12 août 2001.

## Carrière
Licenciée au club de Saalfelden, Lisa Eder fait ses débuts internationaux en 2017, prenant part à la Coupe continentale. En janvier 2018, elle prend part à sa première épreuve dans la Coupe du monde à Zaō, avant de marquer ses premiers points à Oberstdorf, où elle est onzième.
Aux Championnats du monde junior 2019, elle prend une médaille de bronze par équipes. Elle obtient la même année son premier podium en Coupe du monde dans une épreuve par équipes à Ljubno.
Elle aussi pris part à des compétitions officielles de combiné nordique, remportant plusieurs manches de la Coupe OPA.

## Palmarès

### Jeux olympiques
| Épreuve / Édition | Pékin 2022 |
| Individuel        | 8e         |
| Mixte             | 5e         |

### Championnats du monde
| Épreuve / Édition  | Trondheim 2025 |
| Petit Tremplin     |                |
| Grand Tremplin     |                |
| Par équipes        | Argent         |
| Par équipes mixtes | Bronze         |

### Coupe du monde
- Meilleur classement général : 9e en 2022.
- 5 podiums individuel : 1 deuxième place et 4 troisièmes places.
- 2 podiums par équipes : 1 victoire.
- 3 podiums par équipes mixte : 1 deuxième place et 2 troisièmes places.

#### Classements généraux annuels
| Année | Rang |
| 2018  | 34e  |
| 2019  | 44e  |
| 2021  | 20e  |
| 2022  | 9e   |

### Championnats du monde junior
- Médaille de bronze par équipes en 2019.